# アルベルト・ファクンド・コスタ
アルベルト・ファクンド・"ティノ"・コスタ（Alberto Facundo "Tino" Costa, 1985年1月9日 - ）は、アルゼンチン・ブエノスアイレス出身の元同国代表サッカー選手。現役時代のポジションはミッドフィールダー。
左足から放たれる正確なキックが持ち味の攻撃的MF。フランス国籍も保有している。

## 経歴
1996年に故郷アルゼンチンの地元のクラブであるラ・テッラーサFCのユースチームに入団しキャリアをスタート。2002年に17歳でグアドループに渡りASRCバス＝テールに入団。2003年にはトップチームデビューを果たした。ここでリーグ及びカップの2冠獲得に貢献、フランス3部のラシン・クラブ・ド・フランスのトライアルを受け合格し移籍した。同クラブでは1シーズンの在籍で28試合に出場し3得点を記録。翌シーズンからは同じフランス3部のポーFCへ移籍。2シーズンで39試合に出場し4得点を記録し、クラブの3部残留に貢献した。2007-08シーズンはやはり同じ3部のFCセト34に移籍。29試合に出場し3得点7アシストと活躍した。
3部での4シーズンに亘る活躍により、2008-09シーズンからはリーグ・ドゥのモンペリエHSCに3年契約で移籍。RCストラスブールとの開幕戦にフル出場し同リーグデビューを飾ると、移籍初年度から35試合に出場し8得点11アシストを挙げ、クラブのリーグ・アン昇格（シーズン2位）に貢献。リーグ・ドゥ年間最優秀選手にノミネートされた（同賞はポール・アロオが受賞）。シーズンオフにはリーグ・アンのRCランスやトゥールーズFCから獲得のオファーを受けるが拒否し、2009年7月1日にモンペリエとの契約を2013年まで延長した。2009-10シーズンは開幕2戦目のFCロリアン戦でリーグ・アンデビューを果たすとトップリーグにおける自身初得点も記録。結局31試合に出場し7得点6アシストを記録し、クラブのUEFAヨーロッパリーグ出場権獲得（シーズン5位）に貢献した。
2010年7月、移籍金650万ユーロの4年契約でリーガ・エスパニョーラのバレンシアCFへ移籍。9月11日のラシン・サンタンデール戦で途中出場しリーガデビューを飾ると、続く9月14日のブルサスポル戦に先発出場しUEFAチャンピオンズリーグデビューを果たした。この試合でミドルシュートから移籍後初ゴールとなる先制点を挙げると、2点目のアリツ・アドゥリスの得点に繋がるポスト直撃の直接フリーキックを放つなど活躍。大会選定のマンオブザマッチに選出された。
2016年7月21日、ロシア・プレミアリーグのFCスパルタク・モスクワからプリメーラ・ディビシオンのCAサン・ロレンソ・デ・アルマグロと3年契約を結び、ユース時代以来の母国でのプレーとなる。
2017年8月1日、セグンダ・ディビシオンのUDアルメリアと1年契約を締結、スペインに復帰した。
2018年7月4日、CAサン・マルティン・トゥクマンへ加入し1年で母国へ戻った。